# Frédéric François
Francesco Barracato (Lercara Friddi; 3 de junio de 1950), más conocido como Frédéric François es un cantautor ítalo-belga de habla francesa.

## Biografía

### Orígenes y niñez
Frédéric François nació el 3 de junio de 1950 en Lercara Friddi, un pueblo de Sicilia, Italia, en el seno de una familia muy modesta. Segundo hijo de Antonina, llamada Nina Salemi, y de Giuseppe Barracato, llamado Peppino. Viven en Lercara donde su madre trabaja como costurera. Su padre, minero, trabaja primero en la mina de azufre de Lercara y después en cuenca minera de Lieja, donde emigra y consigue un contrato de tres años .
En 1951, Nina y sus dos hijos varones llegan a Tilleur  para reunirse con el padre, en un convoy de la Cruz Roja. Francesco Barracato crece en una familia de ocho hijos. Su padre, Peppino, toca la guitarra y canta canciones napolitanas y arias de ópera para divertirse. Con solo 10 años, Francesco canta por primera vez en público O Sole Mio en un café lleno de sicilianos de Tilleur llamado “Le Passage à Niveau”.

### Inicios musicales
En 1963 es guitarrista y vocalista semi profesional del grupo Les Eperviers. En 1965 abandona el Instituto Técnico y se matricula en Conservatorio de Música de Lieja donde estudia violín, dicción, declamación y canto.
En 1966 se incorpora a otro grupo Les Tigres Sauvages y gana el Microsillon d’Argent en el Festival de Châtelet (Bélgica) gracias al cual graba dos títulos: Petite fille y Ne pleure pas bajo el seudónimo François Bara. Su padre compra los 500 discos recién salidos y consigue venderlos para los jukeboxes. El premio incluía también pasar en primera parte de tres artistas famosos: Johnny Hallyday, Pascal Danel y Michel Polnareff, su ídolo.
Un año después, en 1969, conoce al productor belga Constant Defourny y firma su primer contrato con una casa discográfica: Barclay-Belgique. En julio graba Sylvie y edita su primer sencillo bajo el nombre de Frédéric François, en honor al compositor Chopin cuyo verdadero nombre era precisamente Frédéric François. Sus primeros pasos como solista los dará en las salas de conciertos de la región de Lieja, durante la gira de la orquesta The Best Group, interpretando cinco títulos compuestos por él mismo, entre ellos Sylvie evidentemente. Su segundo sencillo, Les Orgues de Saint Michel, no será un éxito. El tercero, Marian, incluía Comme tous les amoureux, una canción especialmente compuesta para representar a Bélgica en el Concurso Eurovisión de la Canción de 1970, pero no fue seleccionada. 

### Años 1970
En 1970, Frédéric François graba, Jean una adaptación de la canción de la película inglesa “La Plenitud de la señorita Brodie” (en inglés, “The Prime of Miss Jean Brodie”) del realizador Ronald Neame (1969). Esta canción, distribuida por la discográfica AZ, atraviesa la frontera franco-belga gracias a Lucien Morisse, director de programación de Europe 1, quien al difundirla en su cadena consigue que el cantante entre por primera vez en las listas del hit parade, aunque le sirvió para dar el salto a la fama. Saca después otros dos sencillos, uno detrás de otro, Le pays d’où tu viens y Shabala. El primero se escucha en el programa “Formule J” de la radio belga de entonces, la RTB. El éxito no está lejos.
Ese mismo año se casa con Monique Vercauteren, hija de minero a la que había conocido un año antes y graba en dúo con ella una canción hablada, no cantada,  I love you je t’aime. Su primera hija, Gloria, nace el 13 de febrero del año siguiente al tiempo que en Radio Véronica, la emisora pirata holandesa en altamar, sonaba una y otra vez su canción I love you je t’aime, de la que venderá 30.000 ejemplares y con la que conseguirá por fin un cierto reconocimiento del público. Pero no será suficiente: Monique sigue trabajando en la fábrica y él no gana demasiado como cantante. Su desaliento se hará notar en sus dos nuevas canciones, Comme on jette une bouteille à la mer et Je n’ai jamais aimé comme je t’aime, con letra de Marino Atria .
Frédéric François sale del anonimato gracias a esta última canción, que será número 1 en el hit parade de “Formule J” durante trece semanas. Convencida del éxito, su nueva casa de discos, Vogue-Belgique, se arriesga y distribuye Je n’ai jamais aimé comme je t’aime en las tiendas de discos francesas de la región de Pas-de-Calais, al otro lado de la frontera belga: 250.000 copias vendidas. Este sexto sencillo, grabado bajo el nombre de Frédéric François, será para el cantante su primer gran éxito. 
El verano de 1972 será el año de su consagración definitiva con Je voudrais dormir près de toi, del que se venderán 500.000 ejemplares y será número uno en varios países.
Entre 1972 y 1975 los éxitos y las giras se suceden: Laisse-moi vivre ma vie (a finales de 1972, un millón de discos vendidos), Viens te perdre dans mes bras (1973), Chicago (1975). La familia también aumenta: el 15 de mayo de 1972 nace su segundo hijo, Vincent, y  el 8 de enero de  1976 su tercer hijo, Anthony.
Durante estos años se gana la fama de “cantante para quinceañeras”, como Patrick Juvet, Christian Delagrange, Dave, Mike Brant. La racha de éxito le dura hasta 1979, cuando empieza a imponerse la música disco y deja de ocupar los primeros puestos de los hit parade.

### Años 1980
Los años ochenta empiezan sin ningún éxito, lo que le afectará moral y emocionalmente y tendrá consecuencias psicosomáticas. Una sequía creativa de tres años que irá acompañada de intensas crisis de espasmofilia de las que solo se mejora cuando le ronda el éxito.  Un éxito que le llegará de la mano de las radios libres recién nacidas. Primero fue con Adiós Amor (1982), una adaptación del letrista Michel Jourdan de una canción alemana de Andy Borg, de la que se venderán 500.000 copias en unas semanas, y después con Aimer (adaptación M.Jourdan/A. Borg) en 1983. La vuelta del éxito le lleva a organizar una nueva gira, de la que hace el rodaje en Haití, país en el que canta por primera vez.
En 1984 decide cambiar de discográfica. Se pasa a Trema, la misma que Michel Sardou y Enrico Macias. Hasta ahora, Frédéric François había vendido muchos sencillos y solo trece LP con Vogue. Con Trema, su nuevo álbum, Mon cœur te dit je t’aime, tendrá un éxito arrollador: será tres veces disco de oro.
Ese mismo año su carrera dará un giro definitivo gracias al Top 50 que, por primera vez en la historia de la música, clasifica a los cantantes en función de la cantidad de discos realmente vendidos y no a partir de criterios subjetivos. Al principio, incluso en París, el mundo del espectáculo mostró ciertas reticencias al mismo.
A los 34 años actúa por primera vez en el teatro Olympia de París. Su empresario Moïse Benitah se encargó de convencer a Jean-Michel Boris y a Paulette Coquatrix. Lleno total. La clamorosa acogida de su canción Je t’aime à l’italienne le lleva a ver su nombre escrito en los rótulos de ese mismo teatro Olympia de París al año siguiente. Su primer libro, Les yeux charbon (Carrère-Lafon) rinde homenaje a su familia y a su público.
El 14 de abril de 1987 fallece su padre, Peppino Barracato. Solo el éxito de su nuevo álbum Une nuit ne suffit pas (primera colaboración con una letrista, Michaele) y la preparación de su tercer concierto en el teatro Olympia al año siguiente le ayudarán a superar tamaña pérdida.
En su gira de 1989, canta en veinticinco ciudades canadienses y en Estados Unidos (abril de 1989), en Miami y Nueva York, donde da cinco conciertos en tres salas diferentes: el Brooklyn College, el Queen's College en la CUNY y en la Townhall Foundation.

### Años 1990
Durante tres semanas, del 1 al 18 de marzo de  1990, Frédéric François vuelve a llenar el teatro Olympia de París. Al final del primer día de concierto le comunican que ha vuelto a ser padre de una niña, Victoria, y que su nacimiento había tenido lugar precisamente mientras cantaba Je t’aime à l’italienne, la última canción de su recital. Dos años después vuelve a estar en cartel en el teatro Olympia durante un mes entero, la prestación más larga de su carrera. 
En 1993, Frédéric François deja Trema, crea su propia productora, MBM, para poder crear libremente, y firma un contrato con BMG, que se encarga de la distribución. Saca el último vinilo de su carrera, L’amour c’est la musique, y su primer CD, Tzigane (así como un sencillo con una selección de canciones de este último título en Bélgica).
El 20 de diciembre de 1996 es recibido en audiencia privada por el papa Juan Pablo II en Roma junto con otros invitados de marca . Cantará por primera vez ante el Santo Pontífice, acompañado por 70 músicos y los coros de la Ópera de Roma.
Su madre, a la que quería con locura, fallece el 17 de agosto de 1997. A elle le dedicará son octavo Olympia en marzo de 1998 y la gira a la que asistieron más de 300.000 espectadores. También se prepara para cantar por primera vez en su tierra natal, en Lercara Friddi (Sicilia), donde tiene un concierto previsto el 30 de mayo de 1999. Unos meses antes del evento graba un álbum titulado Les plus grandes mélodies italiennes con los temas italianos más populares (Volare, Come Prima, Ciao Ciao Bambina). En el álbum también incluye La porta abanidduzza, una canción muy conocida en Sicilia, que canta, por primera vez en su carrera, en siciliano. Fue como él mismo dijo entonces, una vuelta a sus orígenes y una manera de celebrar sus treinta años de éxitos.
Ese mismo año, la editorial LCJ Productions saca al mercado una versión VHS de la película Les dédales d'Icare realizada por Armand Rocour (1981, Bélgica) donde la canción, Je voyage, la interpreta Frédéric en su primer papel cinematográfico.

### Años 2000
Frédéric François empieza el siglo XX publicando su segundo libro Ma vie (ed. Hors Collection) en colaboración con el periodista Serge Igor, donde abre no solo su corazón sino también sus álbumes de fotos personales.
En su gira 2002-2003 da más de 100 conciertos seguidos en Francia, Bélgica y Suiza. En 2003 decide rendir un homenaje a Tino Rossi y retoma sus principales éxitos: Méditerranée, Marinella, Ave Maria, Petit Papa Noël.
En 2004, en su undécimo Olympia, interpreta por primera vez en su carrera un título en inglés, Love Me Tender de Elvis Presley, que fue muy ovacionado por el público. En 2005, después de tres años sin grabar, publica un CD con 15 canciones, entre ellas Et si on parlait d’amour, del que se vendieron 200.000 ejemplares en una semanas.
En octubre de 2005 publica su tercer libro, Autobiografía d’un Sicilien (ed. Ramsay) en el que habla de sus valores y de sus ideales. Y ese mismo año, algunas de sus admiradoras le dan un nuevo apelativo, aparte del ya conocido “Frédo”; dicen que es “La voz del amor”.
Frédéric François desea compartir algunos retazos de su vida privada con su público. El 14 de junio de 2006 sale a la venta su álbum Mes Préférences,  en el que hace referencia a las fechas más importante de su vida profesional y privada. Contiene la canción que interpretó por primera vez en público cuando tenía 10 años, O Sole Mio; la primera canción que grabó, Petite fille; su primer gran éxito, Laisse-moi vivre ma vie; la canción que escribió a su madre todavía en vida, Mamina (Mamaíta en siciliano); el amor que siente por Victoria, su hija pequeña, Fou d’elle; el título que compuso por el sexto aniversario de su padre, Le Strapontin de papa.
En el intervalo de un año, Frédéric François utilizará dos veces el título Merci la vie! (Gracias a la vida).  La primera el 22 de octubre de 2007 en su nuevo CD, titulado precisamente Merci la vie!  La segunda el 22 de octubre de 2008 en un libro homónimo con más de 300 fotos realizadas por Patrick Carpentier y publicado por la editorial Du Roche. Quizá fuera premonitorio, porque el 26 de octubre de 2008, poco antes de su concierto en el Forum de Liège se desmayó por una sobredosis de cortisona. Permaneció hospitalizado en el Centre Hospitalier Universitaire de Liège durante prácticamente un mes, del 28 de noviembre al 22 de diciembre de 2008; y de nuevo otros quince días, en febrero de 2009. Mientras estaba en el hospital salieron a la venta el álbum en vivo y la versión DVD de la gira de conciertos de 2008 (Tour 2008 - Frédéric François-de l’Olympia à Forest National) en el que están mezcladas imágenes de los conciertos grabados en los escenarios de París y Bruselas. 
Pero las instrucciones de los médicos son muy claras: tiene que descansar. Durante un año deja su carrera. Vuelve a cantar por primera vez en público, con carácter excepcional, durante el programa “Télévie” de la cadena belga RTL_TVI cuyo objetivo es recaudar fondos para la investigación contra el cáncer. Interpreta en dúo con su hija Victoria Somethin’ Stupid de Frank Sinatra, como hizo en marzo de 2008 en el Olympia cuando elle cumplió 18 años. El 31 de octubre de 2009 retoma su actividad con una gira que empezaba allí donde la había dejado: sobre el escenario del Forum de Liège.

### Años 2010
Su nuevo álbum sale en 2010, Chanteur d'amour,  seguido de un libro objeto Une vie d'amour. Al año siguiente vuelve al Olympia, del 11 al 20 de febrero de 2001, y a Forest National (en Bélgica), el 5 de marzo de [ref. necesaria]. Publica además un CD, 40 Succès en or con un DVD incluido.
Al final de su nueva gira vuelve al Olympia para dar dos conciertos, el 3 y el 4 de marzo de 2012 a los que acuden como invitados sus amigos Liane Foly y Roberto Alagna.
El 20 de octubre de 2013 acude al programa “Vivement Dimanche” de France2. Promociona su nuevo álbum Amor Latino, cuya salida estaba prevista para el 21 de octubre de 2013, e interpreta dos títulos Qu'as-tu fait de moi y Amor Latino. Michel Drucker, su presentador, comentó más tarde que gracias a Frédéric François, el programa había alcanzado la máxima audiencia de la temporada.
El álbum Amor Latino marca una evolución en el estilo “Frédéric Français”. Es el comienzo de un verdadero “mestizaje musical” que incluye estilos como clásico-pop, rock-tango, r’n be tango, electro-swing.
Del 28 de febrero al 9 de marzo de 2014 celebra su decimocuarto Olympia y después emprendió una gira hasta 2015. El 18 de agosto de 2014 edita una colección con sus mejores canciones en 3 CD y el 20 de octubre publica el CD 30 ans d'Olympia - Live 2014. En diciembre de 2014, su hija Victoria Barracato realiza un clip, Fidèle. Aprovechando las fiestas de fin de año de 2014, Frédéric François saca a la venta un álbum, Magie de Noël con canciones típicas de Navidad y un título inédito,  Avant Noël.

## Carrera profesional
Frédéric François acaba de celebrar sus 40 años de carrera musical. Sigue dando conciertos con las localidades agotadas y vendiendo discos. Las ventas superan los 35 millones de copias, lo que hacen de él el tercer cantante de nacionalidad belga más vendido en la historia de la música del país, detrás de Salvatore Adamo y Jacques Brel. Ha conseguido hasta hoy 85 discos oro, entre sencillos y álbumes, 15 discos de oro por sus ventas de vídeos y DVD. Su repertorio contiene de 350 canciones, en cuatro idiomas.  

## Éxitos más importantes
- 1971 : Je n’ai jamais aimé comme je t’aime, Vogue
- 1972 : Je voudrais dormir près de toi, Vogue
- 1972 : Laisse-moi vivre ma vie, Vogue
- 1973 : Quand vient le soir on se retrouve, Vogue
- 1973 : Un chant d'amour un chant d'été, Vogue
- 1973 : Viens te perdre dans mes bras, Vogue
- 1973 : Pour toi, Vogue
- 1974 : Il est déjà trop tard / Viens me retrouver
- 1974 : Si je te demande Vogue
- 1975 : Chicago, Vogue
- 1984 : On s’embrasse, on oublie tout, Vogue
- 1984 : Mon cœur te dit je t’aime, Trema
- 1985 : Je t’aime à l’italienne, Trema
- 1987 : Une nuit ne suffit pas, Trema
- 1988 : L’amour s’en va l’amour revient, Trema
- 1989 : Qui de nous deux, Trema
- 1990 : Est-ce que tu es seule ce soir, Trema
- 1993 : Tzigane, MBM-BMG
- 1995 : Les Italos-Américains, MBM-BMG
- 1997 : L’amour fou, MBM-BMG
- 1997 : Je ne t’oublie pas, MBM-BMG
- 2001 : Un slow pour s’aimer, MBM-BMG
- 2005 : Et si l’on parlait d’amour, MBM-BMG
- 2007 : Merci la vie, MBM-Sony/BMG
- 2010 : Chanteur d'amour, MBM-Sony/BMG
- 2013 : Amor Latino, MBM-Sony/BMG

## Discografía

### vinilos (45s)
- 1966 : Petite fille, Polydor
- 1969 : Sylvie, Barclay
- 1970 : La nuit n’a pas de couleur, Barclay
- 1970 : Marian, Barclay
- 1970 : Triste Matin, Barclay
- 1970 : Mini maxi Dolly, Barclay
- 1971 : Jean, AZ
- 1971 : Mini maxi Dolly, AZ
- 1971 : Shabala, AZ
- 1971 : I love you, je t’aime, AZ
- 1971 : I love you je t'aime (+suis je né pour pleurer) , London-Canada
- 1971 : I love you je t’aime, Ekipo-Espagne
- 1971 : I love you, je t’aime, Vogue-Belgique
- 1971 : I love you ti amo, Rare-Italie
- 1971 : Shabala, Vogue-Belgique
- 1971 : Je n’ai jamais aimé comme je t’aime, Vogue
- 1971 : Ma chance c’est de t’avoir, Vogue-Belgique
- 1972 : Amare e' avere te (Ma chance c'est de t'avoir) , CBS-Sugar-Vogue
- 1972 : Ma chance c'est de t'avoir, Ekipo-Espagne
- 1972 : Ma vie c'est toi, Vogue
- 1972 : Shabala, Ekipo-Espagne
- 1972 : Je voudrais dormir près de toi, Vogue
- 1972 : Je voudrais dormir près de toi, Vogue-Japon
- 1972 : Laisse-moi vivre ma vie, Vogue
- 1972 : Laisse-moi vivre ma vie, Vogue-Portugal
- 1972 : Laisse-moi vivre ma vie, Vogue-Japon
- 1973 : Quand vient le soir on se retrouve, Vogue
- 1973 : Quand vient le soir on se retrouve, Vogue-Portugal
- 1973 : Pour toi, Vogue
- 1973 : Un chant d’amour, un chant d’été, Vogue
- 1973 : Un chant d’amour, un chant d’été, Vogue-Japon
- 1973 : Tu non sei piu' come una volta (laisse moi vivre ma vie) , Vogue-Italie
- 1973 : Viens te perdre dans mes bras, Vogue
- 1973 : Viens te perdre dans mes bras, Vogue-Portugal
- 1974 : N’oublie jamais (+ Si je te demande) Vogue
- 1974 : N’oublie jamais (+ Tu veux rester libre) Alvaroda-Portugal
- 1974 : Il est déjà trop tard, Vogue
- 1974 : Tant que je vivrai, Vogue
- 1975 : Mal tu me fais mal, Vogue
- 1975 : Maintenant que tu es loin de moi, Vogue
- 1975 : Chicago (+ Comment veux-tu que je t’oublie), Vogue
- 1975 : C’est Noël (+ C’est Noël avec la chorale), Vogue-Belgique
- 1975 : Tu veux rester libre (+ c'est noël sur la terre) , Vogue-Toho records-Japon
- 1975 : Chicago (+ C’est ma faute), Ariola-Allemagne
- 1976 : Baby dollar, Vogue
- 1976 : Fanny Fanny, Vogue
- 1976 : Baby dollar (+ Fanny Fanny), Ariola-Allemagne
- 1976 : San Francisco, Vogue
- 1976 : San Francisco, Vogue-Japon
- 1976 : C’est Noël (+ C’est ma faute), Vogue
- 1977 : On comprend toujours quand c’est trop tard, Vogue
- 1977 : De Venise à Capri, Vogue
- 1977 : De Venise à Capri, Ariola-Allemagne
- 1977 : Belle, tu es belle (+ Valentino), Vogue
- 1977 : Belle, tu es belle (+ Valentino) , Ariola-Allemagne
- 1978 : Sois romantique, Vogue
- 1978 : Au dancing de mon cœur, Vogue
- 1978 : Giorgia, Vogue
- 1979 Un amour d’aujourd’hui, Vogue
- 1979 : Via Italia (+ Seul), Vogue
- 1980 : Via Italia (+ N’oublie jamais nous deux), Vogue
- 1980 : Qui t’a dit qu’en ce temps là, Vogue
- 1980 : Je rêve sur mon piano, Vogue
- 1980 : Je rêve sur mon piano, Vogue-Belgique
- 1981 : Je veux chanter la nostalgie, Vogue
- 1981 : Douce Douce, Vogue
- 1982 : J'aimerai te faire du bien ( + Le p'tit yellow submarine) , promo Vogue-Modulation-Canada
- 1982 : Un homme dans ta vie (+ Lisa donna Lisa) , promo Vogue-Modulation-Canada
- 1982 : On s’aimera toute la vie (duo avec Gloria), Vogue
- 1982 : Adiós amor (+ Nous étions des amis), Vogue
- 1982 : Adiós amor (+ I love you, je t’aime, en espagnol) Vogue
- 1982 : Je n’ai jamais aimé comme je t’aime, Ekipo-Espagne
- 1982 : Tu veux rester libre, Vogue-Japon
- 1983 : Aimer, Vogue
- 1984 : On s’embrasse, on oublie tout, Tréma
- 1984 : Mon cœur te dit je t’aime, Trema
- 1985 : Une femme pour toute la vie, Trema
- 1985 : Je t’aime à l’italienne, Trema
- 1986 : Quand papa chantait, Trema
- 1986 : L’aimer encore, Trema
- 1987 : Nina Ninouschka, Trema
- 1987 : Une nuit ne suffit pas, Trema
- 1988 : Çà commence comme une histoire d'amour (+ Un garçon pleure), Trema-Trans-Canada
- 1988 : L’amour s’en va l’amour revient, Trema
- 1989 : Une simple histoire d’amour, Trema
- 1989 : Qui de nous deux, Trema
- 1990 : C’est toi qui pars, Trema
- 1990 : Est-ce que tu es seule ce soir, Trema
- 1991 : Je me battrai pour elle, Trema
- 1992 : Je ne te suffis pas, Trema
- 1992 : Bleu méditerranée, Trema
- 1992 : Encore une nuit sans toi, Trema
- 1993 : L’amour c’est la musique, MBM-BMG
- 1993 : Tzigane, MBM-BMG-ARIOLA Belgique

### Sencillos
- 1990 : Est ce que tu es seule ce soir, TREMA-Pathé Marconi
- 1991 : Je me battrai pour elle, TREMA-Pathé Marconi
- 1992 : Je ne te suffis pas, TREMA-Sony music
- 1992 : Bleu méditerranée,TREMA-Sony music
- 1992 : Encore une nuit sans toi, TREMA-Sony music
- 1993 : L'amour c'est la musique, MBM-BMG
- 1993 : Tzigane, MBM-BMG
- 1993 : Si tu t’en vas, MBM-BMG
- 1994 : Fou d’elle (Live Olympia 94), MBM-BMG
- 1995 : Les Italo-Américains, MBM-BMG
- 1995 : En plein soleil, MBM-BMG
- 1995 : Y a-t-il quelqu’un ?, MBM-BMG
- 1995 : O Sole mio, MBM-BMG
- 1996 : Funiculi Funicula (promo), MBM-BMG
- 1996 : Luna Rossa (promo live Olympia 96), MBM-BMG
- 1997 : L’amour fou, MBM-BMG
- 1997 : Je ne t’oublie pas, MBM-BMG
- 1997 : Chiquita, MBM-BMG
- 1997 : Le jardin de mr Paul, MBM-BMG
- 1998 : Je veux tout, MBM-BMG
- 1999 : Volare, MBM-BMG
- 2001 : Mourir d'amour (promo live Olympia 2000), MBM-BMG
- 2001 : Un slow pour s'aimer, MBM-BMG-Une Musique
- 2002 : Ensemble on gagnera, MBM-BMG-Une Musique
- 2002 : Tant qu'il y aura des femmes, MBM-BMG
- 2002 : Petite maman (édition bonus), MBM-BMG-Une Musique
- 2003 : Méditerranée/Quand Tino chantait, MBM-BMG
- 2003 : Paix sur la terre (versions studio/live), MBM-BMG
- 2005 : Et si on parlait d'amour (promo), BMG Media
- 2005 : Tu sais bien, MBM-Sony-BMG
- 2007 : Une rose dans le désert, MBM-BMG-Sony-Columbia-Vogue
- 2007 : L'amour c'est comme le tango, MBM-BMG-Sony-Columbia-Vogue
- 2008 : Somethin' stupid (promo live tour 2008), MBM-Sony-BMG
- 2009 : Somethin' stupid + clip (live tour 2008) , MBM-Sony Music
- 2010 : C'est plus fort que moi /Chanteur d'amour /Ils font un rêve, MBM-Sony Music
- 2011 : La Tarentelle d'amour (promo tour 2011), MBM-Sony Music
- 2012 : Je n'ai pas fini de t'aimer, MBM-Sony Music
- 2013 : Amor latino /Qu'as tu fait de moi/Ok pour t'emmener, MBM-Sony Music

### vinilos (33s)
- 1971 : I love you, je t’aime, Vogue
- 1971 : I love you, je t’aime, London-Canada
- 1972 : Je voudrais dormir près de toi, Vogue
- 1972 : Je voudrais dormir près de toi, Vogue-Belgique
- 1972 : Je voudrais dormir près de toi, Vogue-Espagne
- 1972 : Je voudrais dormir près de toi, Vogue-Argentine
- 1973 : Laisse-moi vivre ma vie, Vogue
- 1973 : Viens te perdre dans mes bras, Vogue
- 1973 : Ma vie en musique (version instrumentale, vol 1), Vogue
- 1973 : 12 premiers succès de Frédéric François, Vogue-Japon
- 1974 : Tant que je vivrai, Vogue
- 1974 : Tant que je vivrai, Vogue-Japon
- 1974 : Viens te perdre dans mes bras, Vogue-Japon
- 1975 : Chicago, Vogue
- 1976 : San Francisco, Vogue
- 1976 : Ma vie en musique, Vogue-Argentine
- 1977 : Belle tu es belle, Vogue
- 1977 : Laisse-moi vivre ma vie, Vogue-Japon
- 1978 : Giorgia, Vogue
- 1979 : Giorgia, Vogue-Argentine
- 1980 : Qui t’a dit qu’en ce temps là, Vogue
- 1981 : Je veux chanter la nostalgie, Vogue
- 1981 : Un chant d’amour un chant d’été, Vogue-Japon
- 1982 : Adiós amor, Vogue
- 1983 : Aimer, Vogue
- 1984 : Mon cœur te dit je t’aime, Trema
- 1985 : Je t’aime à l’italienne, Trema
- 1986 : L’aimer encore, Trema
- 1988 : Une nuit ne suffit pas, Trema
- 1988 : Live de l’Olympia, Trema
- 1989 : L’amour s’en va, l’amour revient, Trema
- 1990 : Qui de nous deux, Trema
- 1990 : Olympia 90, Trema
- 1991 : Est-ce que tu es seule ce soir, Trema
- 1992 : Je ne te suffis pas, Trema

### CD
- 1984 : Mon cœur te dit je t’aime, Trema
- 1985 : Je t’aime à l’italienne, Trema
- 1986 : L’aimer encore, Trema
- 1988 : Une nuit ne suffit pas, Trema
- 1988 : Live de l’Olympia, Trema
- 1989 : L’amour s’en va, l’amour revient, Trema
- 1990 : Qui de nous deux, Trema
- 1990 : Olympia 90, Trema
- 1991 : Est-ce que tu es seule ce soir, Trema
- 1992 : Je ne te suffis pas, Trema
- 1990 : Olympia 90, Trema
- 1991 : Est-ce que tu es seule ce soir, Trema
- 1992 : Je ne te suffis pas, Trema
- 1993 : Tzigane, MBM-BMG
- 1994 : Les chansons de mon cœur,MBM-BMG
- 1994 : Olympia 94, MBM-BMG
- 1995 : Les Italo-Américains, MBM-BMG
- 1995 : Les plus grandes chansons napolitaines, MBM-BMG
- 1996 : Album d’or, MBM-BMG
- 1996 : Olympia 96, MBM-BMG
- 1997 : Les chansons de mon cœur vol 2, MBM-BMG
- 1997 : Je ne t’oublie pas, MBM-BMG
- 1998 : Olympia 98, MBM-BMG
- 1998 : Best of de mes Olympia, MBM-BMG
- 1998 : Pour toi Maman édition spéciale 4 CD MBM-BMG
- 1999 : Les plus grandes mélodies italiennes, MBM-BMG
- 1999 : Frédéric François « Le collector », MBM-BMG
- 2000 : Olympia 2000, MBM-BMG
- 2001 : Un slow pour s’aimer, MBM-BMG
- 2001 : 60 chansons 3 CD, MBM-BMG
- 2001 : L’essentiel, MBM-BMG
- 2002 : Frédéric François chante Noël, MBM-BMG
- 2003 : Olympia 2002 spectacle intégral, MBM-BMG
- 2003 : Les romances de toujours, MBM-BMG
- 2004 : 30 chansonsde légende, MBM-BMG
- 2004 : Un été d’amour, MBM-BMG
- 2005 : Bailamos, MBM/Sony-BMG
- 2005 : Et si l’on parlait d’amour, MBM/Sony-BMG
- 2005 : Olympia 2005, MBM/Sony-BMG
- 2006 : Les chansons mythiques des années 70, MBM/Sony-BMG
- 2006 : Les indispensables, MBM/Sony-BMG
- 2006 : Mes préférences, MBM/Sony-BMG
- 2007 : Pour toi maman 2007, MBM/Sony-BMG
- 2007 : Une vie d’amour, MBM/Sony-BMG
- 2007 : Merci la vie, MBM/Sony-BMG
- 2008 : 20 ans d’Olympia, MBM/Sony-BMG
- 2008 : Tour 2008 de l’Olympia à Forest National, MBM/Sony-BMG
- 2010 : Chanteur d'amour, MBM/Sony-BMG
- 2011 : 40 succès en or, MBM/Sony-BMG
- 2011 : Tour 2011-Le spectacle anniversaire, MBM/Sony-BMG
- 2012 : Je n'ai pas fini de t'aimer / Parler d'amour, MBM/Sony-BMG
- 2012 : Pour toi maman 2012, MBM/Sony-BMG
- 2012 : Album d'Or 2012, MBM/Sony-BMG
- 2012 : L'intégrale 1992 à 2012, MBM/Sony-BMG
- 2013 : Amor Latino, MBM/Sony-BMG
- 2014 : Best of - 3CD, MBM/Sony-BMG
- 2014 : 30 ans d'Olympia - Live 2014 , MBM/Sony-BMG
- 2014 : La Magie de Noël, MBM/Sony-BMG
- 2015 : Fidèle, MBM/Sony-BMG*
- 2015 : 30 ans d'Olympia - Live 2014 - inclut en DVD, MBM/Sony-BMG

### DVD
- 1990 : Forest National 1990 - Live 90
- 1994 : Spectacle au Canada - Live 94
- 1996 : 25 ans d'Amour - Olympia 1996
- 1998 : Olympia 1998 - Live 98
- 2000 : 2000 ans D'amour - Olympia 2000
- 2000 : La vidéo du Siècle
- 2001 : Karaoké
- 2003 : Olympia 2002 - Live 2002
- 2006 : Olympia 2005 - Live 2005
- 2006 : Olympia 2002, Olympia 2005 et Karaoké
- 2008 : Ma vidéo d'Or - 20 ans d'images coup de coeur
- 2009 : Tours 2008 de l'Olympia à Forest National - Live 2008
- 2009 : La vidéo d'Or de mes tendre années
- 2011 : Tours 2011 - Spectacle Anniversaire
- 2015 : 30 ans d'Olympia - Olympia 2014 (Prévue pour le 27 Avril 2915)

## Radio y televisión
La primera vez que se oyó cantar a Frédéric François en la radio fue en el verano de 1969, en la cadena belga RTBF interpretando Sylvie. Unas semanas después volvió a esta misma cadena como invitado.
En Francia, la emisora Europe 1 fue la primera que difundió una canción de Frédéric François, Jean, en 1970. Con esta canción además entró por primera vez en las listas del hit parade de la cadena. En la segunda mitad de 1971, Je n’ai jamais aimé comme je t’aime se escucha por primera vez en la radio en el programa  « Formule J » de la cadena belga RTBF. Esta canción será número uno durante tres semanas. Los franceses del Nord-Pas-de-Calais que suelen escuchar las emisoras belgas no podían comprar el sencillo en ninguna tienda de discos francesa porque el disco no se distribuía en el país vecino por lo que iban a cómpralo a Bélgica.
En 1972 acude como invitado de Jacques Ourévitch al programa de la cadena francesa Europa 1 llamado “5, 6, 7” coincidiendo con la salida de Je voudrais dormir près de toi. En el mismo estudio se encontraban Michel Berger y Michel Jonas que empezaban su carrera profesional.
Su primera aparición en televisión tuvo lugar en 1972 en la única cadena francesa de entonces, la ORTF. En un programa presentado por Guy Lux y emitido en directo desde Nogent-sur-Marne (Val-de-Marne),  donde se celebraba la Fête du petit vin blanc, Frédéric François recorría las calles de la ciudad en un carro en el que también se encontraba Mike Brant.
Ese mismo año aparece por segunda vez en televisión en el programa « Midi-Première », animado par Danièle Gilbert y Jacques Martin, donde conoce a su compatriota italo-siciliano belga Salvatore Adamo, muy famoso entonces, y con el que tejerá una amistad indestructible a partir de ese día.
En 1973, el presentador de Europa 1 Christian Morin de utiliza por primera vez el diminutivo « Frédo » para referirse a Frédéric François durante su programa « Le hit parade », al que le ha invitado para entregarle un premio por haber vendido 1 millón de copias de su último sencillo, Laisse-moi vivre ma vie.
En diciembre de 1974 Frédéric François canta en directo en RTL. No lo hace en uno de los estudios de la cadena sino en la iglesia de Chesnay, en Yvelines, delante de doscientos niños y de sus padres. La recaudación de taquilla está destinada a los niños con discapacidad de Garches (Hauts-de-Seine) y a los huérfanos de la fundación Le Nid de la ville d’Antony. A principios del año siguiente, en el programa « Samedi est à vous », presentado por Bernard Golay en la primera cadena de la ORTF, a la pregunta ¿Cuál es su cantante preferido?,  el público le menciona tantas veces como a Mike Brant.
Entre 1975 y 1979 contribuye al éxito del programa « Ring-Parade » de Antenne 2, presentado por Guy Lux y Jean-Pierre Foucault.
La radio juega un papel determinante en la carrera musical de Frédéric François. Sobre todo las radios libres que empiezan a emitir a principios de los ochenta. Gracias a ellas, el cantante volverá a conocer el éxito con Adiós Amor en 1982 poniendo así punto final a tres años de sequía creativa. 
De 1983 a 1998, Frédéric François viene varias veces como invitado a L’École des Fans de Jacques Martin en el marco de su programa « Dimanche Martin ».
A partir de 1984, Pascal Sevran le invita asiduamente a « La Chance aux Chansons ». En 1995 es el artista invitado de su programa durante toda la semana coincidiendo con la salida de su segundo álbum, Les Italos-Américains.
En 1988, Frédéric François participa en el lanzamiento de un programa nuevo en la cadena belga RTL-TVI, « Télévie », que recauda fondos para la lucha contra la leucemia. Desde entonces ha asistido a la gala de este programa todos los años. Ese mismo año en Francia, durante uno de los programas « Sacrée Soirée », de Jean-Pierre Foucault, su hijo Anthony le sorprendió interpretando Chicago en trío con su hermana Gloria (guitarra) y con su hermano Vincent (piano).
El 17 de diciembre de 1988, Frédéric François es el artista invitado de Patrick Sabatier en « Avis de Recherche » de TF1. En el plató se encuentran reunidos por primera vez Frédéric François y sus siete hermanos. El 14 de febrero de 1991, día de San Valentín, Frédéric François interpreta Mon cœur te dit je t’aime a dúo, por primera y única vez, con su mujer, Monique, en el programa « Sacrée Soirée ».
El 12 de abril de 1991 le proponen que se sea redactor jefe excepcional para el programa « Tous à la Une » de TF1. Será también el invitado del programa de Frédéric Mitterrand " C’est notre vie » el 17 de junio de 1994. Durante el programa conoce personalmente a la actriz con la que soñaba cuando era joven: Gina Lollobrigida e improvisa para ella Le Chaland qui passe en italiano y con una guitarra: sabe que es una de las canciones favoritas de la actriz y que se canta en varias películas cultas en Italia.  
En 1999, RTL-TVI y Marylène Bergmann le dedican un programa especial grabado en vivo en el Cirque Royal de Bruxelles. 
El 25 de abril de 2009 apadrina un nuevo programa en la cadena belga RTL-TVI llamado « Au cœur de Télévie » con el que se quiere enseñar y concienciar sobre el cáncer a través de reportajes y entrevistas. Como es habitual, Fréderic François está presente ese mismo día en el plató de “Télévie”, cuyos fondos están destinados a la lucha contra el cáncer, y volverá a cantar después de 6 meses en silencio. 
En Francia, de donde había estado ausente de los escenarios desde el concierto del 7 de octubre de 2008 en el Microplis de Besançon, aparece y tranquiliza a los telespectadores el 14 de mayo de 2009 en el programa de France 2 con Sophie Davant “C’est au programme”. 
En la radio solo se le escuchará una vez, el 17 de agosto de 2009.  Había participado en el nuevo Top-50 que Dave dirigía ese verano y al que le había invitado. 
En 2010, en uno de los “Chabada” de Daniela Lumbroso, Frédéric François coincide con Salvatore Adamo y con el tenor, Roberto Alagna. Los tres se salen del guion (estaba previsto que rindieran un homenaje a Polnareff, Brassens y Luis Mariano) y prefieren crear un ambiente totalmente siciliano en el plató cantando al alimón viejas canciones de sus ciudades natales.
En 2011, Frédéric François es uno de los invitados de Michel Drucker al programa "Vivement Dimanche especial Italie”. Coincide en el plató con Ornella Muti, Arturo Brachetti y Les Prêtres. Ese mismo año, Stéphane Pauwels conduce un nuevo programa en la cadena belga  RTL-TVI, "Les orages de la vie", cuya idea es mostrar que también los famosos pasan malas rachas.  Stéphane Pauwel propone a Frédéric François ser su primer invitado y le lleva a Tilleur, donde vivió cuando era joven, a la casa donde vivían sus padres cuando su primer productor,  Constant Defourny, llamó a su puerta.
Durante los años 2010, Frédéric François aparece en muchos programas televisivos: “Les Années Bonheur“ de Patrick Sébastien, “Les Grands du Rire de Humbert Ibach”, presentado por Yves Lecoq, y “Face à Face” de la cadena RTL-TVI.
A principios de 2014, Fréderic acude como invitado al programa "C'est au programme" de Sophie Davant durante el cual el escritor Marc Lévy elogia calurosamente el destino excepcional de Francesco Barracato. Emocionado, Frédéric decide incorporar el vídeo de este momento en su nueva gira, en una secuencia llamada "Hommage à mon père".

## Premios y reconocimientos
- 1999 : Chevalier des Arts et des Lettres de l’ordre de Léopold II (Cruz de Caballero de las Artes y Letras de la orden de Leopoldo II), cruz recibida de manos del ministro de Cultura belga, Pierre Hazette3.[11]
- 2008 :  Ciudadano de Honor de la ciudad de Wanze (Bélgica).
- 2009 : Commendatore dell’Ordine al Merito della República Italiana (Comendador de la Orden al Mérito de la República Italiana), medalla recibida de manos del Cónsul de Italia en Lieja, con la aprobación del presidente del Consejo de ministros de Italia Silvio Berlusconi. Este galardón de fue entregado ante 10.000 personas en Blégny-Mine, la única mina-museo de Bélgica. Es el único artista italiano procedente de Italia que ha recibido tal recompensa hasta ahora.  .[12]
- 2011 : Embajador de la Provincia de Lieja
- 2012 : Recibe las llaves de su ciudad natal, Lercara Friddi, Provincia de Palermo (Sicilia) – Equivale al título de “Ciudadano de honor”
- 2013 :Coeur de Cristal entregado por el Primer ministro belga Elio Di Rupo.